# Puente romano de Lugo
El puente romano de Lugo o puente viejo, es un puente de origen romano que ha sufrido numerosas reconstrucciones durante los siglos XII, XIV y XVIII. Está construido en sillería y esquisto, y presenta vigas metálicas. Cuenta con 104 m de longitud y 4 m de ancho, cruza el río Miño a su paso por el suroeste de la ciudad de Lugo (Galicia, España), uniendo la Calzada da Ponte, procedente de la Puerta Miñá de la muralla, con la carretera vieja de Santiago, vertebrando esta última el barrio lucense de San Lázaro. Está situado muy cerca del balneario de aguas termales, que data asimismo de la época romana.

## Características
Se trata de una estructura hecha a base de piedra y pizarra, a la que se añadieron unas pasarelas metálicas. El firme estaba asfaltado y permitía el paso de vehículos ininterrumpidamente, excepto a los vehículos pesados, que no tenían autorizado el paso.
Era un puente de mucho uso, al quedar muy cerca del Club Fluvial de Lugo, entre otras instalaciones de recreo, o del Policlínico Lucense, y al ser el paso más lógico hacia la carretera de Portomarín o el Club de Golf de Lugo. Tras la construcción del nuevo puente sobre el Miño, el tráfico fue desviado a una nueva ruta creada a tal fin.
Actualmente este puente es uno de los dos puentes peatonales con los que cuenta la ciudad.

## Historia
Es un puente diseñado y construido en la época de la romanización de Galicia, que se valió de la vía número XIX del Itinerario de Antonino, comunicando Lucus Augusti con Bracara Augusta (la actual Braga) pasando por Iria Flavia (la actual villa de Padrón). La razón de su construcción era la necesidad de cruzar el río Miño.
Siglos más tarde, en la Baja Edad Media, sufriría restauraciones de cierta relevancia debido por una parte al mal estado en que se encontraba y por la otra a las nuevas necesidades de transporte de la época. Llegada la Edad Moderna, nuevamente hubo que hacer reparaciones para, finalmente, en 1893 modificar definitivamente su aspecto, al serle suprimidos varios elementos. Sin embargo, los fundamentos de la ponte actual, llamada vieja o romana, son en buena parte los originales.
A causa de la construcción de un nuevo puente en el año 2009, el puente romano de Lugo fue restaurado y quedó para uso peatonal. Durante el proceso de restauración, se eliminaron las pasarelas metálicas y se eliminó el asfalto del firme, tratando de asemejarse lo máximo posible a como era en tiempos de los romanos. En esos trabajos se pusieron en seco los pilares y se pudo determinar, mediante un estudio realizado por Manuel Durán que estuvo a cargo de la obra, que la construcción inferior es de fábrica netamente romana.

## Recorrido desde la ciudad hasta el puente
La Calzada da Ponte que baja desde la Porta Miñá o Puerta del Carmen (una de las diez puertas de la muralla, que es además una de las cinco originales y la que mejor se conserva) hasta el puente romano, forma parte del Camino Primitivo de peregrinación a Santiago de Compostela. Aquí comienza también la ruta de senderismo Las ribeiras altas, Miño arriba, conocida popularmente con el nombre de «Paseo del Puente Viejo», una ruta de más de once kilómetros que transcurre por ambas orillas del río, en dirección a vieja fábrica de la luz.

## Galería de imágenes

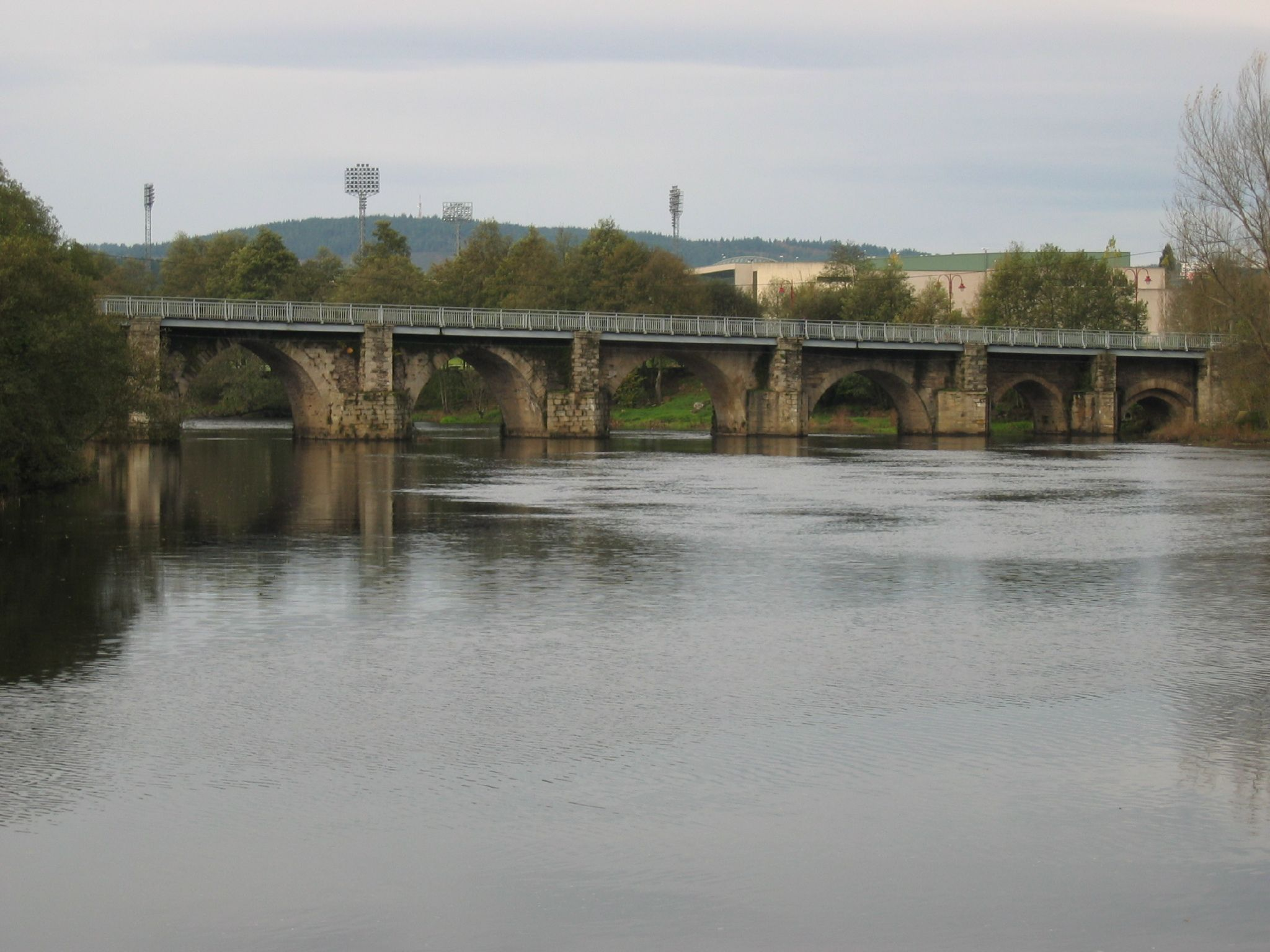
El puente antes de su peatonalización
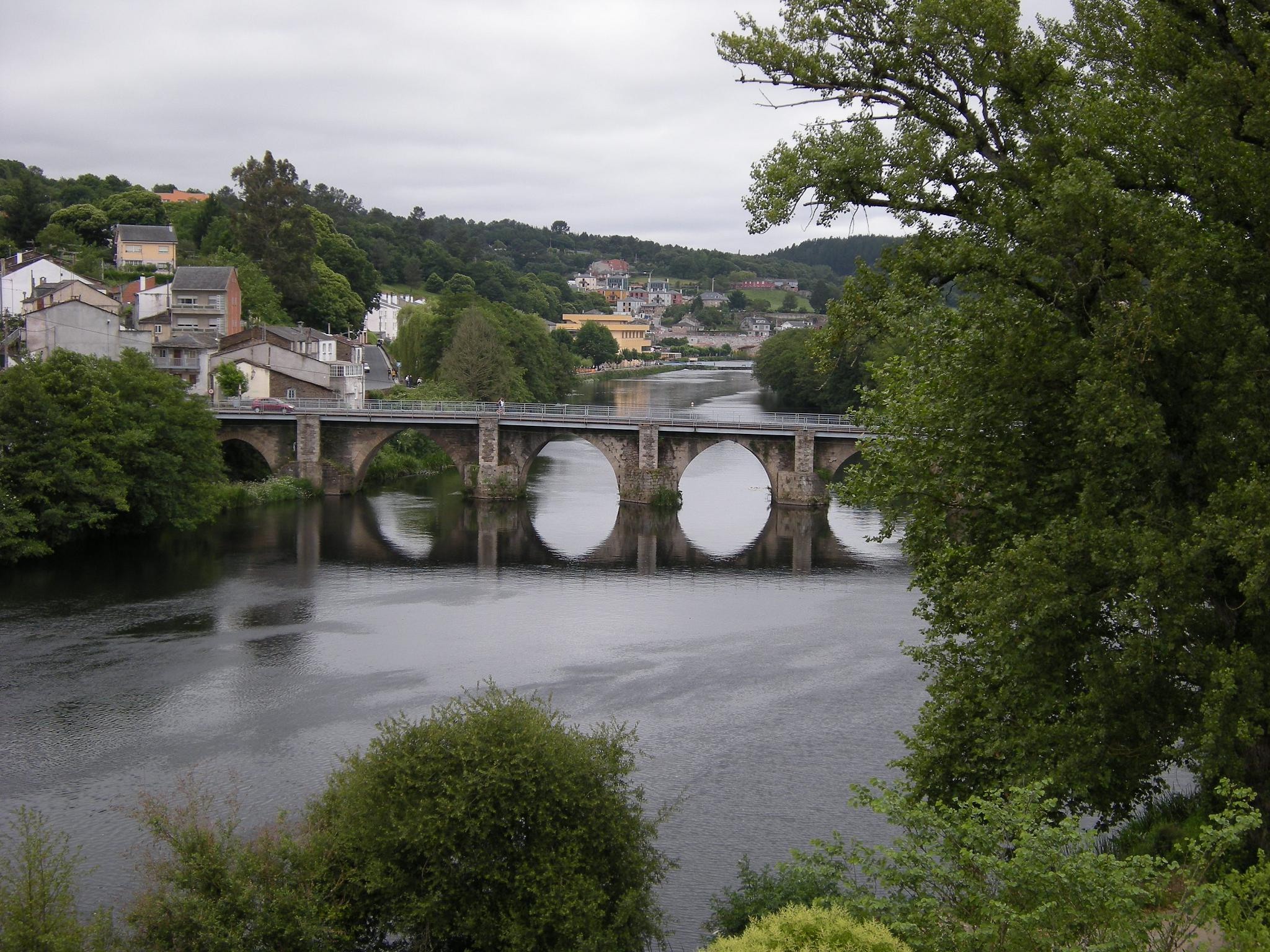
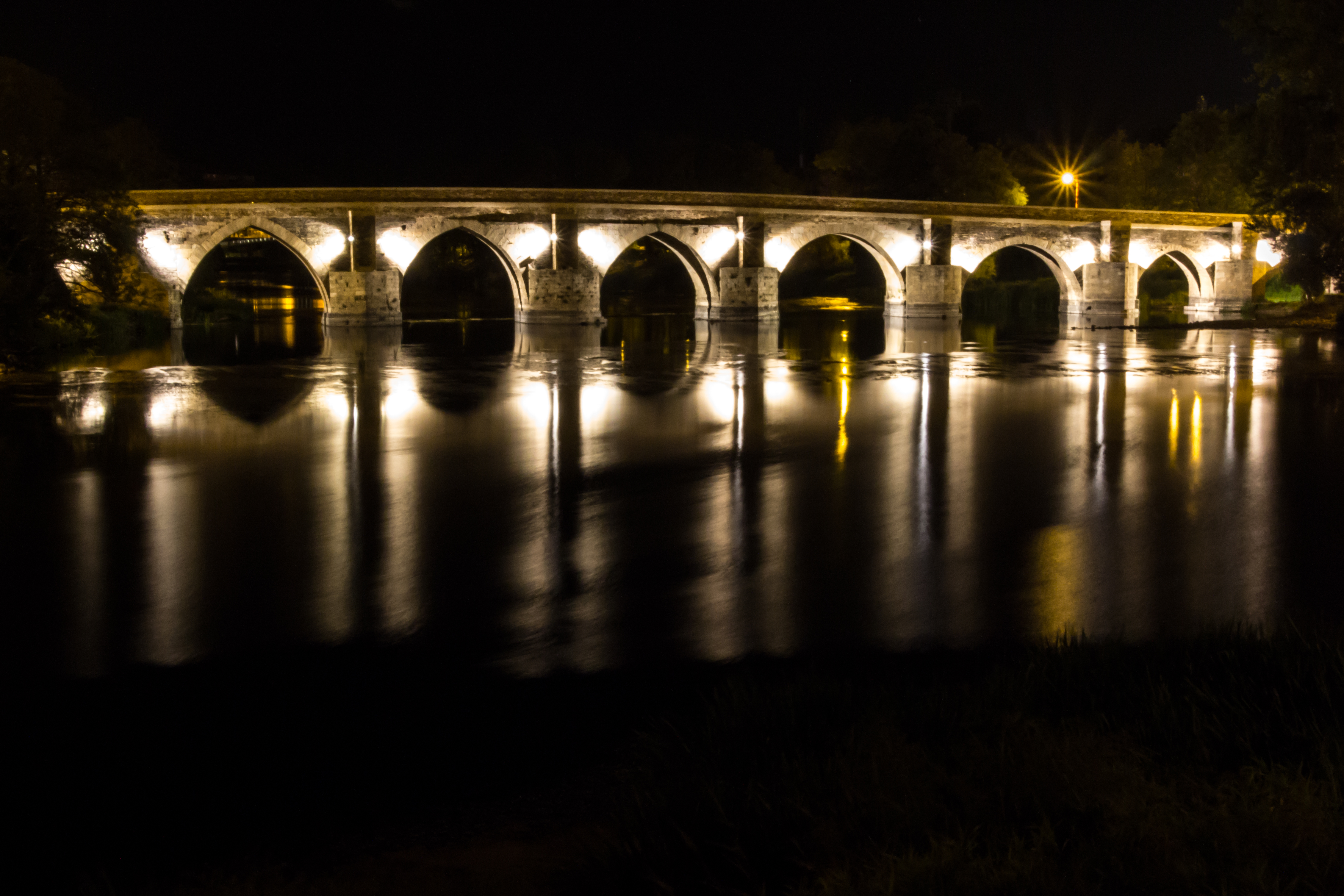
Iluminación nocturna